# Ronald F. Maxwell

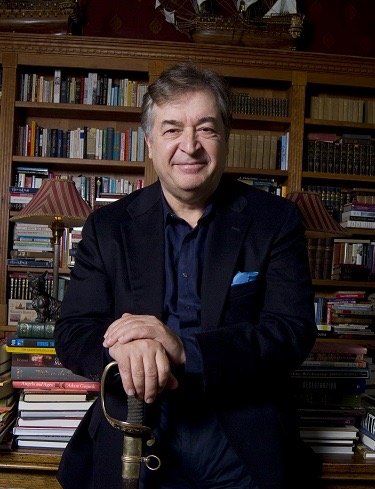
Ronald F. Maxwell

Ronald F. Maxwell (* 5. Januar 1949) ist ein US-amerikanischer Filmregisseur, Drehbuchautor und Produzent.

## Leben
Maxwell gab sein Debüt als Regisseur 1976 mit dem Fernsehfilm Sea Marks, den er auch produzierte. Zwei Jahre darauf übernahm er die Regie bei einer Folge der Serie Great Performances. Hierfür erhielt er eine Nominierung für den Emmy. 1980 inszenierte Maxwell den Jugendfilm Kleine Biester. Im Jahr darauf folgte mit Amanda läßt die Puppen tanzen ein Melodram.
1986 inszenierte er mit Nikki und Mary – Die 5-Minuten-Ehe die erste Fortsetzung zu Die Vermählung ihrer Eltern geben bekannt aus dem Jahr 1961.
Der 1993 entstandene Kriegsfilm Gettysburg ist wohl Maxwells bekanntestes Filmprojekt. Der Film dramatisiert die Schlacht von Gettysburg, Maxwell selbst verfasste hierzu das Drehbuch. Sein folgendes Filmprojekt war ein Prequel zu dieser Produktion mit dem Titel Gods and Generals, für das er wiederum die Regie übernahm und das Drehbuch verfasste. Zudem war er auch als Produzent an diesem Film beteiligt.

## Filmografie (Auswahl)
- 1980: Kleine Biester (Little Darlings)
- 1981: Amanda läßt die Puppen tanzen (The Night the Lights Went Out in Georgia)
- 1986: Nikki und Mary – Die 5-Minuten-Ehe (The Parent Trap II)
- 1993: Gettysburg
- 2003: Gods and Generals
- 2013: Copperhead